# Ribon (magazine)
Pour les articles homonymes, voir Ribon.
Ribon (りぼん) est le titre d’un magazine de prépublication de mangas mensuel de type shōjo publié par Shūeisha. Le magazine sort le 3 de chaque mois et sa première publication date d'août 1955. Comme ses rivaux Nakayoshi et Ciao.
Ribon est l'un des magazines de manga shōjo les plus vendus, ayant écoulé plus de 590 millions d'exemplaires depuis 1978. Le magazine est en couleurs et fait souvent plus de 400 pages. Les numéros sont vendus avec des cadeaux (furoku) allant de petits jouets à des carnets ayant pour motifs les manga publiés dans le magazine. Pour recevoir certains cadeaux (zen'in), les lecteurs peuvent envoyer des points qu'ils ont collecté.
Les mangas sont publiés par chapitre dans le magazine et sont ensuite rassemblés en tomes (tankōbon) publiés par Ribon Mascot Comics (RMC).
Ribon a engendré de nombreux magazines dérivés comme Bessatsu Ribon (1966–1968), Ribon Comics, renommé Junior Comics (1967–1968), Ribon Comic (1968–1971), Ribon Deluxe (1975–1978) et Ribon Original (1981–2006).